# Mind of prominence
『mind of Prominence』（マインド・オブ・プロミネンス）は、2021年1月27日に発売されたRAISE A SUILENの6thシングルである。
通常盤（BRMM-10331）とBlu-ray付生産限定盤（BRMM-10330）の二種類をリリース。Blu-ray付生産限定盤には「!NVADE SHOW!」のMV映像に加え、2020年2月に静岡エコパアリーナにて開催された 「Craziness」が収録されている。

## 歌詞・音楽性
表題曲「mind of Prominence」の歌詞は、ゲーム『バンドリ! ガールズバンドパーティ!』内で公開されたRASのオリジナルストーリーの内容と連動しており、さらなる高みを目指すレイヤとチュチュの喧嘩を描いている。チュチュを演じた紡木吏佐はマイナビとのインタビューの中で、歌詞を受け取った時点ではいつも通りのチュチュを想定したラップをしようと考えていたが、先に収録されたRaychell（レイヤ薬）が巻き舌で囃し立てるボーカルを展開しており、今まで以上の熱量を以て真正面からチュチュにぶつかってきたことが伝わってきたと振り返っている。
一方で、同楽曲のサビはメジャーコードが使われていることから、Raychellはそれがさわやかな曲調となっていると話しており、マスキング役の夏芽も「A、Bメロのレイヤとチュチュの掛け合いは攻め攻めなんですけど、サビからは解放感があって、すごく気持ちがいいんですよね。」とRaychellの意見に理解を示している。
カップリング曲の「JUST THE WAY I AM」の楽曲制作にはバンドのプロデューサーを務める落合俊介も携わっている。
落合はSPICEとのインタビューの中で同楽曲は元々何かのタイアップではなくライブ用の楽曲として制作したと話しており、自分のすきなクラブミュージックを参考にしたと述べている。

## 収録曲

### CD（生産限定盤・通常盤共通）
1. mind of Prominence
  - 作詞：Spirit Garden、作曲・編曲：菊田大介（Elements Garden）[4]
2. JUST THE WAY I AM
  - 作詞：織田あすか（Elements Garden）、作曲：藤田淳平（Elements Garden）[5]
3. mind of Prominence（instrumental）
4. JUST THE WAY I AM（instrumental）

### Blu-ray（生産限定盤のみ）
- 「!NVADE SHOW!」MV
- RAISE A SUILEN「Craziness」

1. DRIVE US CRAZY
2. A DECLARATION OF ×××
3. UNSTOPPABLE
4. ヒトリノ夜　(OA. ポルノグラフィティ)
5. 1/3の純情な感情　(OA. SIAM SHADE)
6. ゴーカ！ごーかい！？ファントムシーフ！　(OA. ハロー、ハッピーワールド!)
7. Don't be afraid!　(OA. Glitter Green)
8. Y.O.L.O!!!!　(OA. Afterglow)
9. もういちど ルミナス　(OA. Pastel*Palettes)
10. Takin' my Heart
11. Invincible Fighter
12. HELL! or HELL?
13. SOUL SOLDIER
14. 激動　(OA. UVERworld)
15. EXPOSE 'Burn out!!!'
16. R・I・O・T

## パフォーマンス
「mind of Prominence」と「JUST THE WAY I AM」はいずれも、2021年2月22日に行われたRoseliaとの合同ライブ「Rausch und/and Craziness II」にて披露された。

## 評価
ライターの一条皓太は、アキバ総研に寄せたレビューの中で、全体から見て本作は攻撃に徹底しており、その荒々しいサウンドに磨きがかかっていると評価している。
一條は表題曲「mind of Prominence」について、メタルコア調の激しい楽曲だと述べており、他者の追随を許さぬバンドの音楽性を強調するようだったと述べている。
一方、「JUST THE WAY I AM」について、一条はチュチュのラップの割合が多い点を指摘しており、「高飛車なあおりにぴったりなハイトーンボイスを武器に、周囲の邪魔者をあざけりながらユーモアを交えてラップで蹴り飛ばせるのは、紡木さんの専売特許的な役柄だから成し得るものであり、キャラソンとしても極上の完成度といえる。」と評価している。